# Josep Tramulles
Josep Tramulles o Tremulles (Villafranca del Panadés, 1603 - ?) fue un escultor español, hijo de Antoni Tramulles y hermano de Llàtzer Tramulles el Viejo, también escultores. Trabajó en Barcelona y Valls, e hizo el retablo mayor del Monasterio de Santes Creus.
- Datos: Q9013383